# Nachabino
Nachabino (in russo Нахабино?; anche traslitterata come Nahabino) è una cittadina della Russia europea centrale, situata nell'oblast' di Mosca. Apparteneva amministrativamente al  Krasnogorskij rajon.
Sorge nella parte centrale dell'oblast', pochi chilometri a ovest dei confini della città di Mosca.